# 1916 en Norvège
Chronologie de la Norvège
- 1912
- 1913
- 1914
- 1915
- 1916
- 1917
- 1918
- 1919
- 1920

Cet article présente les faits marquants de l'année 1916 en Norvège ou relatifs à la Norvège.

## Gouvernance
- Haakon VII est roi de Norvège.
- Gunnar Knudsen dirige le gouvernement  .

## Naissances
- Naissance en Norvège en 1916

## Décès
- Décès en Norvège en 1916